# Rowan Coultas
Rowan Coultas (Bedford, 21 giugno 1997) è un ex snowboarder britannico.

## Biografia
In Coppa del Mondo ha esordito il 28 febbraio 2015 a Park City (13ª).
Nel 2018 ha preso parte ai XXIII Giochi olimpici invernali a Pyeongchang concludendo in trentatreesima posizione nella gara di slopestyle e diciottesimo nella gara di big air.

## Palmarès

### Mondiali juniores
- 1 medaglia:
  - 1 argento (slopestyle a Chiesa in Valmalenco 2014)

### Coppa del Mondo
- Miglior piazzamento in classifica generale: 27º nel 2017
- Miglior piazzamento nella Coppa del Mondo di big air: 20º nel 2017
- Miglior piazzamento nella Coppa del Mondo di slopestyle: 16º nel 2017